# Microdebilissa subviridis
Microdebilissa subviridis är en skalbaggsart som först beskrevs av J. Linsley Gressitt och Yves Rondon 1970.  Microdebilissa subviridis ingår i släktet Microdebilissa och familjen långhorningar. Inga underarter finns listade i Catalogue of Life.